# Luigi II di Baden
Luigi II di Baden (Karlsruhe, 15 agosto 1824 - Karlsruhe, 22 gennaio 1858) fu granduca di Baden dal 1852 al 1858; ascese al trono dopo la morte del padre Leopoldo I, ma venne affiancato da una reggenza, guidata dal fratello minore Federico, che gli succederà alla morte come sovrano di Baden.

## Biografia
Luigi nacque il 15 agosto 1824 a Karlsruhe, primogenito maschio del futuro granduca Leopoldo I di Baden e della consorte, Sofia Guglielmina di Svezia, figlia del re Gustavo IV Adolfo di Svezia; il principe tedesco apparteneva alla dinastia Zähringen, regnante del Baden, ma discendeva anche dalle case di Hannover, Holstein-Gottorp, Hohenzollern e Oldenburg. Al momento della sua nascita, il granduca di Baden era suo zio paterno Luigi I. In quanto futuri eredi al trono, Luigi e suo fratello minore, Federico, ricevettero un'educazione moderna e durante l'infanzia si recarono spesso nell'Italia settentrionale e nei Paesi Bassi per viaggi di famiglia . All'età di sette anni, il padre di Luigi salì al trono di Baden . Dal dicembre 1842 al maggio 1843, Luigi e Federico incontrarono alti funzionari austriaci durante un soggiorno a Vienna. In seguito, Luigi studiò all'Università di Heidelberg. Luigi succedette al padre come sovrano di Baden il 24 aprile 1852, come Luigi II di Baden, ma suo fratello Federico assunse la reggenza, poiché il nuovo granduca era affetto da una malattia mentale. Tuttavia, nel 1856, anche Federico assunse il titolo di granduca. Fu anche cittadino onorario di Karlsruhe, capitale di Baden. Il granduca Luigi II di Baden morì il 22 gennaio 1858 e alla sua morte, gli succedette Federico, che scrisse che il fratello maggiore Luigi aveva avuto "una vita povera, piena di sfortune e sofferenze ".

## Ascendenza
|                                    |                       |                                      | Genitori                                       |  |  | Nonni |  |  | Bisnonni                  |  |  | Trisnonni                            |  |
|                                    |                       |                                      |                                                |  |  |       |  |  | Federico di Baden-Durlach |  |  | Carlo III Guglielmo di Baden-Durlach |  |
|                                    |                       |                                      |                                                |  |  |       |  |  | Federico di Baden-Durlach |  |  | Carlo III Guglielmo di Baden-Durlach |  |
|                                    |                       | Maddalena Guglielmina di Württemberg |                                                |  |  |       |  |  | Federico di Baden-Durlach |  |  |                                      |  |
| Carlo Federico di Baden            |                       |                                      |                                                |  |  |       |  |  | Federico di Baden-Durlach |  |  |                                      |  |
|                                    |                       | Amalia di Nassau-Dietz               | Giovanni Guglielmo Friso d'Orange              |  |  |       |  |  |                           |  |  |                                      |  |
|                                    |                       | Amalia di Nassau-Dietz               | Giovanni Guglielmo Friso d'Orange              |  |  |       |  |  |                           |  |  |                                      |  |
|                                    |                       | Amalia di Nassau-Dietz               | Maria Luisa d'Assia-Kassel                     |  |  |       |  |  |                           |  |  |                                      |  |
| Leopoldo di Baden                  |                       | Amalia di Nassau-Dietz               |                                                |  |  |       |  |  |                           |  |  |                                      |  |
|                                    |                       | Ludwig Heinrich Geyer von Geyersberg | Christian Heinrich Geyer von Geyersberg        |  |  |       |  |  |                           |  |  |                                      |  |
|                                    |                       | Ludwig Heinrich Geyer von Geyersberg | Christian Heinrich Geyer von Geyersberg        |  |  |       |  |  |                           |  |  |                                      |  |
|                                    |                       | Ludwig Heinrich Geyer von Geyersberg | Christianne Philippa von Thümel                |  |  |       |  |  |                           |  |  |                                      |  |
| Luisa Carolina Geyer di Geyersberg |                       | Ludwig Heinrich Geyer von Geyersberg |                                                |  |  |       |  |  |                           |  |  |                                      |  |
|                                    |                       | Maximiliana Christiane von Sponeck   | Johann Rudolph von Hedwiger von Sponeck        |  |  |       |  |  |                           |  |  |                                      |  |
|                                    |                       | Maximiliana Christiane von Sponeck   | Johann Rudolph von Hedwiger von Sponeck        |  |  |       |  |  |                           |  |  |                                      |  |
|                                    |                       | Maximiliana Christiane von Sponeck   | Wilhelmine Louise von Hoff                     |  |  |       |  |  |                           |  |  |                                      |  |
| Luigi II di Baden                  |                       | Maximiliana Christiane von Sponeck   |                                                |  |  |       |  |  |                           |  |  |                                      |  |
|                                    | Gustavo III di Svezia | Adolfo Federico di Svezia            |                                                |  |  |       |  |  |                           |  |  |                                      |  |
|                                    | Gustavo III di Svezia | Adolfo Federico di Svezia            |                                                |  |  |       |  |  |                           |  |  |                                      |  |
|                                    | Gustavo III di Svezia | Luisa Ulrica di Prussia              |                                                |  |  |       |  |  |                           |  |  |                                      |  |
| Gustavo IV Adolfo di Svezia        | Gustavo III di Svezia |                                      |                                                |  |  |       |  |  |                           |  |  |                                      |  |
|                                    |                       | Sofia Maddalena di Danimarca         | Federico V di Danimarca                        |  |  |       |  |  |                           |  |  |                                      |  |
|                                    |                       | Sofia Maddalena di Danimarca         | Federico V di Danimarca                        |  |  |       |  |  |                           |  |  |                                      |  |
|                                    |                       | Sofia Maddalena di Danimarca         | Luisa di Hannover                              |  |  |       |  |  |                           |  |  |                                      |  |
| Sofia Guglielmina di Svezia        |                       | Sofia Maddalena di Danimarca         |                                                |  |  |       |  |  |                           |  |  |                                      |  |
|                                    |                       | Carlo Luigi di Baden                 | Carlo Federico di Baden                        |  |  |       |  |  |                           |  |  |                                      |  |
|                                    |                       | Carlo Luigi di Baden                 | Carlo Federico di Baden                        |  |  |       |  |  |                           |  |  |                                      |  |
|                                    |                       | Carlo Luigi di Baden                 | Carolina Luisa d'Assia-Darmstadt               |  |  |       |  |  |                           |  |  |                                      |  |
| Federica di Baden                  |                       | Carlo Luigi di Baden                 |                                                |  |  |       |  |  |                           |  |  |                                      |  |
|                                    |                       | Amalia d'Assia-Darmstadt             | Luigi IX d'Assia-Darmstadt                     |  |  |       |  |  |                           |  |  |                                      |  |
|                                    |                       | Amalia d'Assia-Darmstadt             | Luigi IX d'Assia-Darmstadt                     |  |  |       |  |  |                           |  |  |                                      |  |
|                                    |                       | Amalia d'Assia-Darmstadt             | Carolina del Palatinato-Zweibrücken-Birkenfeld |  |  |       |  |  |                           |  |  |                                      |  |
|                                    |                       | Amalia d'Assia-Darmstadt             |                                                |  |  |       |  |  |                           |  |  |                                      |  |